# 苏俄的反潜火箭深弹发射器

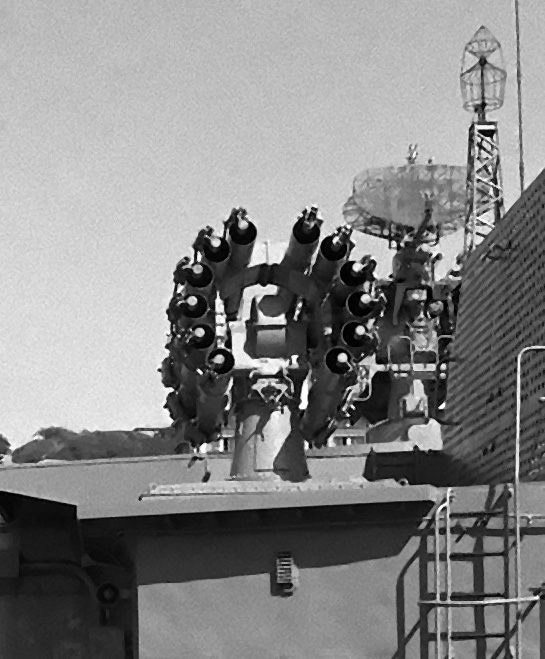
RBU-6000型發射器.

从50年代中期至80年代末期，苏联海军研制开发了5种RBU系列火箭深弹发射装置。
RGB是火箭的缩写。是一种中、近程无控反潜火箭，利用高爆战斗部在水下设定深度起爆，产生冲击波杀伤潜艇。
RBU是拉丁字母缩写的反潜火箭深弹发射装置的俄语简称，其后阿拉数字表示射程，以米为单位。RBU用于反潜火箭深弹的瞄准和发射，并赋予其初始仰角和飞行方向。由电力瞄准传动装置、装弹设备、反潜火箭深弹及其发射装置组成。除反潜之外，还用于反鱼雷和反水下蛙人。在拦截直航鱼雷、干扰尾流自导鱼雷比较有效。
在六十年代初，苏联海军的已装备了“龙卷风”系列反潜武器系统。

## RBU-1200
RBU-1200系统为5联装发射管，分上下2层排列，上层3管，下层左右各1管。尺寸为1390×1140×1150毫米，重量为430千克。采用了电力瞄准传动装置，单平面瞄准稳定功能。高低角0°～51°，有效射程为400～1450米，散布椭圆为70×120米。人工再装填。外形尺寸小，重量轻，适于装备中、小型反潜舰艇。1956年起先后在里加级护卫舰、SO-1级反潜护卫艇、T-58级扫雷舰上服役。五十年代后期，先后转让给中国、印尼、越南及华约国家海军。使用RGB-12弹径为250毫米，弹长为1230毫米，弹重为71.5千克。战斗部装药重32千克，并配备有KDV触发定时引信，可在设定深度上起爆，或撞击艇壳起爆。潜作战深度为10～300米，破坏半径为5米。极限下潜速度为6.85米/秒。

## RBU-2500
RBU-2500系统为十六联发射管，分上下２层，平行配置。尺寸为1700×2300×1800毫米。双平面瞄准稳定功能，高低角范围为0°～85°，有效射程为500～2800米，散布椭圆为150×300米。人工再装填。使用RGB-25，弹径为210毫米，弹长为1340毫米，弹重85千克。战斗部装药重26千克，并配备KDV触发定时引信，对潜作战深度为10～330米，破坏半径小于5米，极限下潜速度为11.5米／秒。六十年代初，RBU-2500曾先后装备基尔丁级、克鲁普尼级，以及肯达级等导弹驱逐舰。由于它的射程较近和人工装弹，不久便被淘汰，并由性能先进的RBU-6000系统所取代。

## 龙卷风-2
“龙卷风-2”系统中包含RBU-6000和RGB-60。十二联装发射管，圆弧形配置，左右两侧，各为6管。尺寸为2140×1880×2260毫米，重量3200千克。具有双平面稳定功能，可消除舰艇纵摇和横摇对瞄准的影响。可完成自动跟踪、自动瞄准和自动装填等动作。高低角范围为－100°～67°，方向角范围为0°～340°。装填角为－90°，此时发射管前端向下俯至垂直状态。有效射程范围1500～5500米，散布椭圆为200×400米。RGB－60弹径为210毫米，弹长为1830毫米，弹重119.5千克。战斗部装药重23.5千克，并配备UDV-60触发定时引信。该引信具有群爆功能，其作用半径可达50米。对潜作战深度为450米，极限下潜速度为12米／秒。该系统是俄罗斯海军各级反潜舰艇的主要反潜武器之一。如基辅级航母、莫斯科级反潜直升机航母、基洛夫级核动力导弹巡洋舰、克里瓦克级护卫舰、彼加级反潜巡逻艇上装备使用。

## 龙卷风-3
“龙卷风-3”系统中包含RBU-1000和RGB-10。六联装发射管，上下重叠排列，尺寸为2165×2055×2050毫米，重量为2900千克。双平面瞄准稳定功能，可自动跟踪、瞄准目标，自动装填。高低角范围为－100°～72°，方向角范围为0°～340°，装填角为－90°。有效射程为100～1000米，散布椭圆为100×200米。弹径为300毫米，弹长为1700毫米，弹重196千克。战斗部装药重100千克，配备UDV-60触发定时引信，对潜作战深度为450米。破坏半径为7米，具有群爆功能，作用半径可达100米。极限下潜速度为13米／秒。在克里斯塔II级导弹巡洋舰、基洛夫级核动力导弹巡洋舰、卡拉级反潜舰和现代级导弹驱逐舰使用。它是一种反鱼雷防御武器，又是近距离的、作为扩大战果的补充性的反潜武器。

## RBU-12000
在90年代初，俄罗斯相继推出了RPK-8反潜火箭系统（RBU-6000系统使用90R重力声自导聚能火箭深弹）和RBU-12000系统（出口名称为“蟒蛇”－1/UDAV-1），十联装发射管，重14.7吨，拦截直航鱼雷概率达90％，号称拦截自导鱼雷概率达76％。彼得大帝号核动力导弹巡洋舰和无畏级大型反潜舰、庫茲涅佐夫號航空母艦航母均装备了RBU-12000。